# Compañía de Comunicaciones de Montaña 6
La Compañía de Comunicaciones de Montaña 6 (Ca Com M 6) es una subunidad de comunicaciones del Ejército Argentino con asiento en la Guarnición de Ejército «Neuquén» y dependiente de la VI Brigada de Montaña «General de División Conrado Excelso Villegas», 2.ª División de Ejército «Ejército del Norte».
Fue creada en 1964 con asiento en Bariloche. En 1967 instaló su base de paz en Neuquén. En 1993 se radicó en la Guarnición de Ejército «Fortín Confluencia», en Neuquén.